# Creux de Malfosse
Pour les articles homonymes, voir Creux.

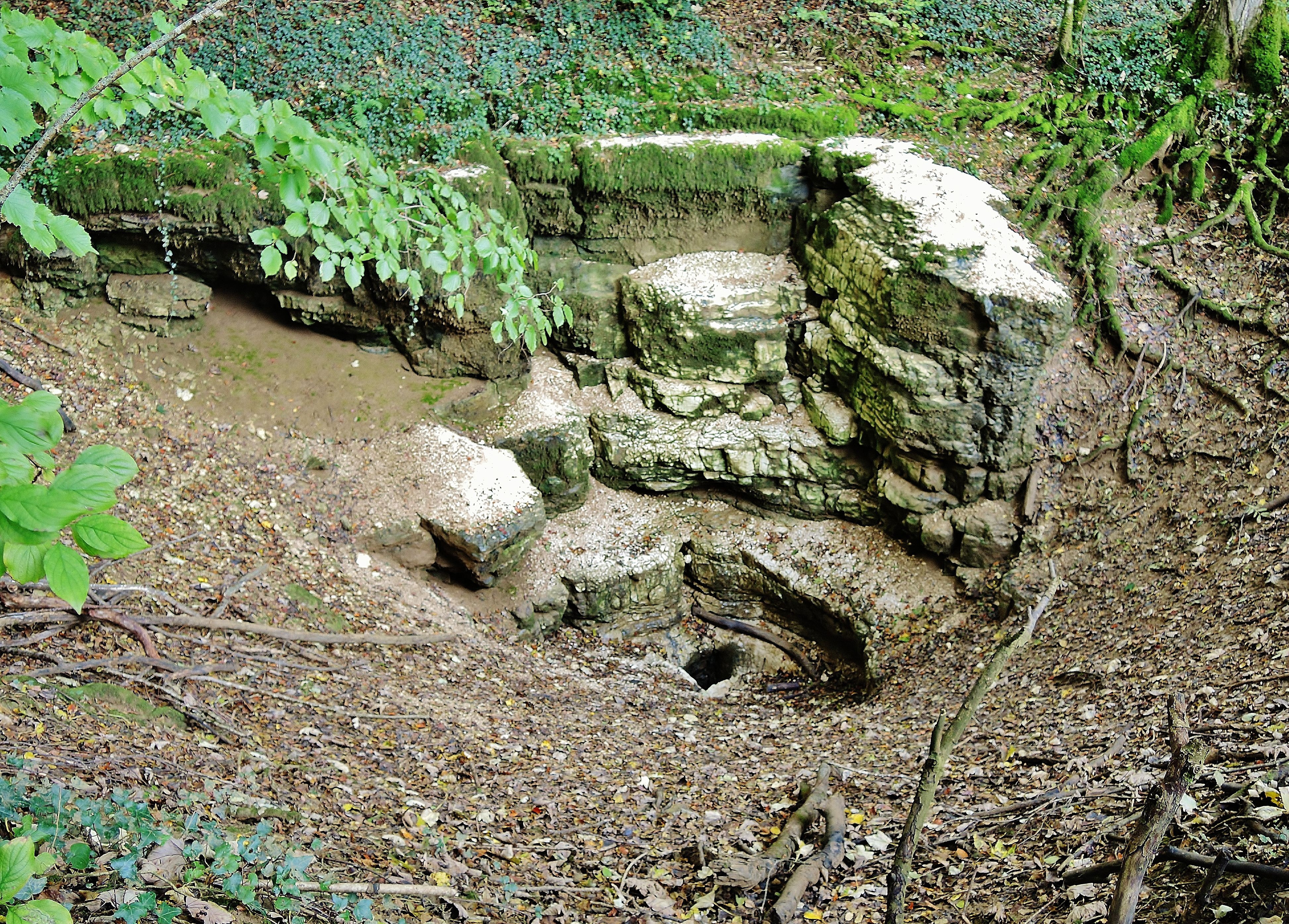
Creux de Malfosse, à l'étiage.

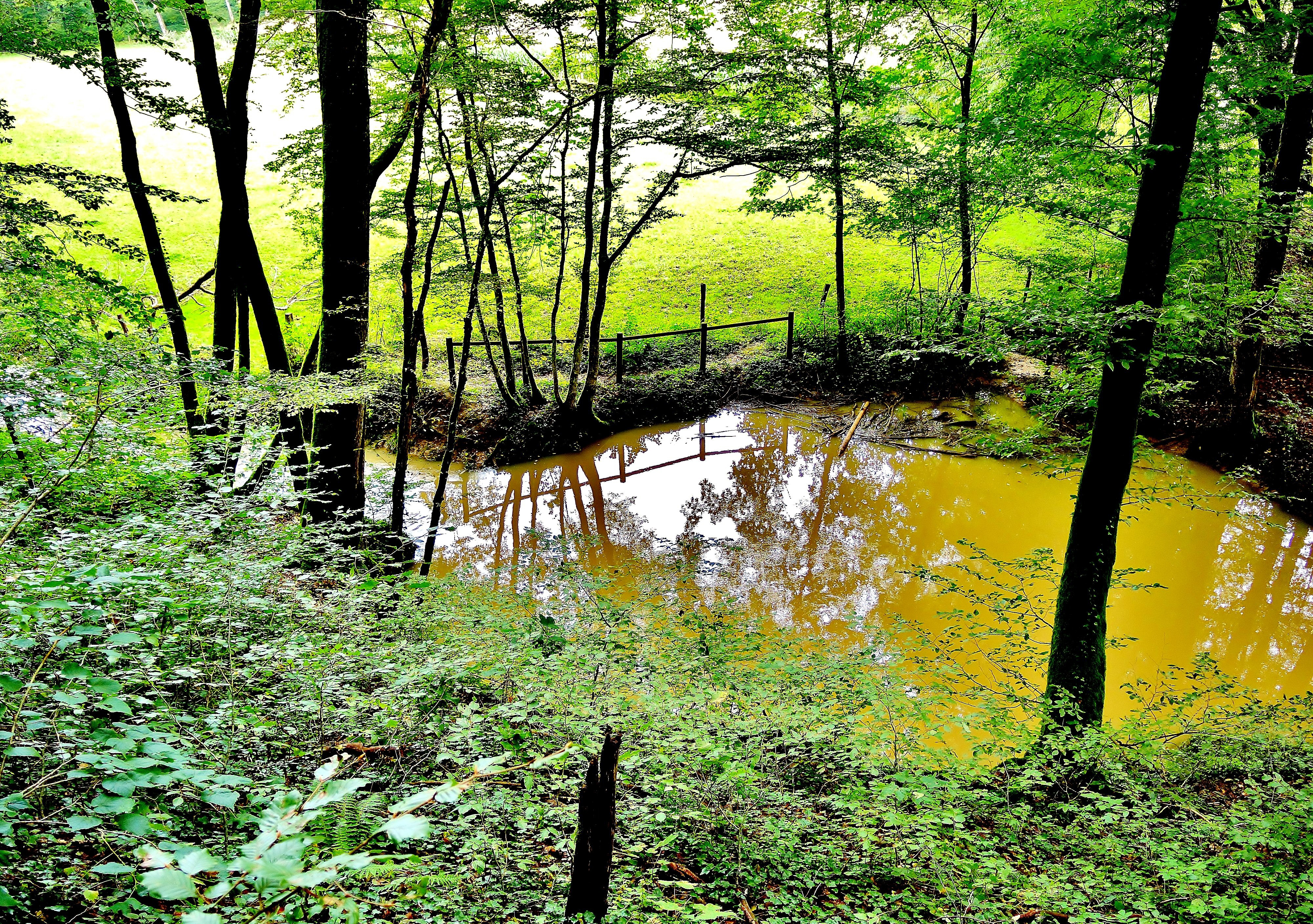
Le creux de Malfosse, après un épisode de fortes pluies

Le creux de Malfosse est un exsurgence temporaire située sur le territoire de la commune de Badevel (Doubs). Cet affaissement géologique  est une exsurgence temporaire appartenant au même réseau que l'estavelle (source temporaire) du Creugenat à Chevenez (canton du Jura)[Information douteuse].

## Description
Le creux de Malfosse est situé à l'extrémité sud du territoire de la commune de Badevel et à 100 mètres de la limite avec la commune de Beaucourt. L'orifice de cette exsurgence temporaire s'ouvre au pied de la colline de Grammont sur le flanc du « Bois de la Côte », en bordure de la vallée remontant le long du « Coteau Chavonne ». L'entrée en forme d'entonnoir fait apparaitre des strates de roches en gradin, Elle mesure 10 mètres de diamètre pour 6 mètres de profondeur.
Le site est bordé d'une barrière en bois.
La galerie souterraine, se développe sur plus de 300 mètres et descend à −14 mètres. Elle part presque plein sud sous le vallon du « Coteau Chavonne ».
Les spéléologues et plongeurs, qui ont exploré et mesuré le site, doutent d'une liaison avec le réseau souterrain du Creugenat à Chevenez,.

## La crue
Souvent à sec, la résurgence monte en charge à la fonte des neiges ou après de fortes pluies. Soudainement, une eau jaillit en bouillonnant au-dessus de son orifice et inonde alors les prés voisins. Les habitants des communes avoisinantes entendent alors comme un grondement et voient apparaître de l'eau jaunâtre puis bleu glacier. Cette eau se retire petit à petit en quelques jours.

## Légende
Un conte, écrit par un habitant de Badevel, rapporte que des sorcières habitaient la petite plaine sauvage à la base de la colline de Grammont. Leur reine Carabossa captura pour les dévorer les trois enfants du seigneur de Grammont, en changeant son apparence. Le plus âgé lui tint tête et la menaça de la vengeance de son père. Excédée par cette résistance, Carabossa proféra : « Je n'ai que faire de votre père, et que le diable vous engloutisse tous sur place ». Le gouffre apparu et engloutit les enfants. Prise de remords, elle tomba à son tour dans le trou.
Le grondement qui précède la crue serait la voix de la sorcière et l'eau boueuse qui sort en premier serait teintée par la couleur de sa robe. L'eau qui devient bleue par la suite ferait penser à la couleur des habits des enfants.